# Berndt Lüderitz
Berndt Lüderitz (* 26. März 1940 in Braunschweig; † 20. November 2021 in Grünwald) war ein deutscher Kardiologe.

## Leben
Lüderitz studierte nach seinem Abitur am Friedrichs-Gymnasium Herford Medizin an der Ludwig-Maximilians-Universität München und trat dem Corps Franconia München bei. Als Inaktiver wechselte er an die Johannes Gutenberg-Universität Mainz, die Universität Paris und die Ruprecht-Karls-Universität Heidelberg. Für die letzten Semester kehrte er an die LMU zurück. Nach den zwei Jahren als Medizinalassistent in München wurde er 1967 als Arzt approbiert. Die internistische Ausbildung durchlief er in München und Göttingen. 1972 habilitierte er sich in Göttingen. 1974 kehrte er an die Medizinische Klinik I der LMU zurück.
1983 folgte er dem Ruf der Rheinischen Friedrich-Wilhelms-Universität Bonn auf ihren Lehrstuhl für Kardiologie. Er war Verfasser von über 30 Büchern und Fachredakteur in der Medizinisch-Wissenschaftlichen Redaktion des Deutschen Ärzteblattes. Nach 22 Jahren als Direktor der Medizinischen Klinik und Poliklinik II im Universitätsklinikum Bonn wurde er emeritiert.
Er starb Ende November 2021 im Alter von 81 Jahren in Grünwald bei München.

## Ehrungen und Auszeichnungen
- Arthur-Weber-Preis der Deutschen Gesellschaft für Kardiologie (1980)[4]
- Verdienstmedaille der Polnischen Gesellschaft für Kardiologie (1997)[3]
- Ehrenmitglied der Slowenischen Gesellschaft für Kardiologie (2001)[3]
- Ehrenmitglied der Slowakischen Gesellschaft für Kardiologie (2004)[3]
- Ehrendoktorwürde der Nationalen und Kapodistrias-Universität Athen (2001)[3]

## Schriften (Auswahl)
- Therapie der Herzrhythmusstörungen. Leitfaden für Klinik und Praxis, ISBN 978-3-662-10461-3, 1981
- Arrhythmiebehandlung und Hämodynamik. Springer, Berlin/Heidelberg/New York 1990
- Geschichte der Herzrhythmusstörungen: von der antiken Pulslehre zum implantierbaren Defibrillator, 1993
- 75 Jahre Deutsche Gesellschaft für Kardiologie – Herz-und Kreislaufforschung, mit Gunther Arnold, 2002